# Stefan Sagmeister

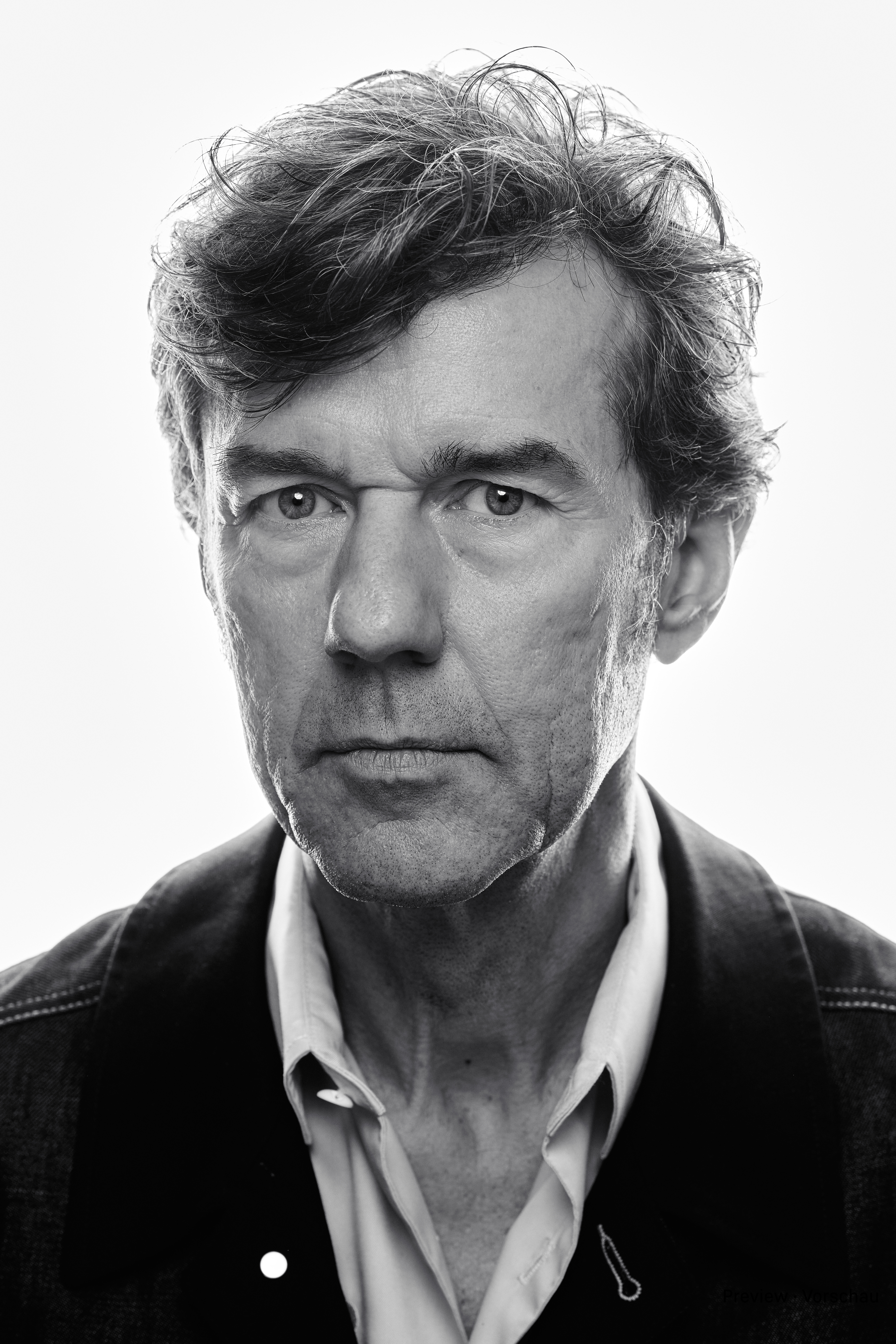
Stefan Sagmeister, 2024.

Stefan Sagmeister (Bregenz, Austria, 6 de agosto de 1962) es un diseñador gráfico y director de arte austriaco. Fundó Sagmeister, Inc. en 1993 en Nueva York. 
Ha sido nominado cinco veces a los premios Grammy y finalmente ganó uno por el set-box de Talking Heads. En 2001 publicó un libro en donde compila todos sus trabajos llamado Made You Look.
Sagmeister estudió Diseño Gráfico en la University of Applied Arts de Viena, más tarde recibió una beca para estudiar en el Pratt Institute de New York. 
En 1991 se mudó a Honk Kong y ha trabajado para la agencia Leo Burnett, Tibor Kalman (fundador junto con Oliviero Toscani de la revista Colors de Benetton), para más tarde formar su propio estudio en el que ha trabajado con los más diversos clientes del mundo de la música, diseñando portadas realmente sorprendentes, cargadas de poder retórico y estético. Desde su estudio se da el lujo de elegir a sus clientes como a David Byrne, Lou Reed, The Rolling Stones y la artista japonesa Mariko Mori. Y hasta de tomarse un año sabático para dar conferencia en el mundo y formar True Majority (La verdadera mayoría), que consiste en un grupo de 500 artistas y directores de empresas líderes en Estados Unidos que se opusieron públicamente a la guerra contra Irak. Uno de nuestros objetivos es lograr que en este país se reduzcan los gastos militares en 15% y que ese dinero se invierta en educación.
Mientras algunos diseñadores se preocupan por la tipografía, la reducción y abstracción de formas lógicas, Sagmeister es mucho más directo y, a veces, hasta crudo. Un ejemplo es el cartel que diseñó, a principios de los 90, para la conferencia del American Institute of Graphic Arts (AIGA), en el campus de Cranbrook, cerca de Detroit. En esa ocasión, Sagmeister pidió a su ayudante que tallara los detalles de la conferencia sobre su torso con un cuchillo y después fotografió el resultado para convertirlo en un cartel.